# Matrículas automovilísticas de Lituania

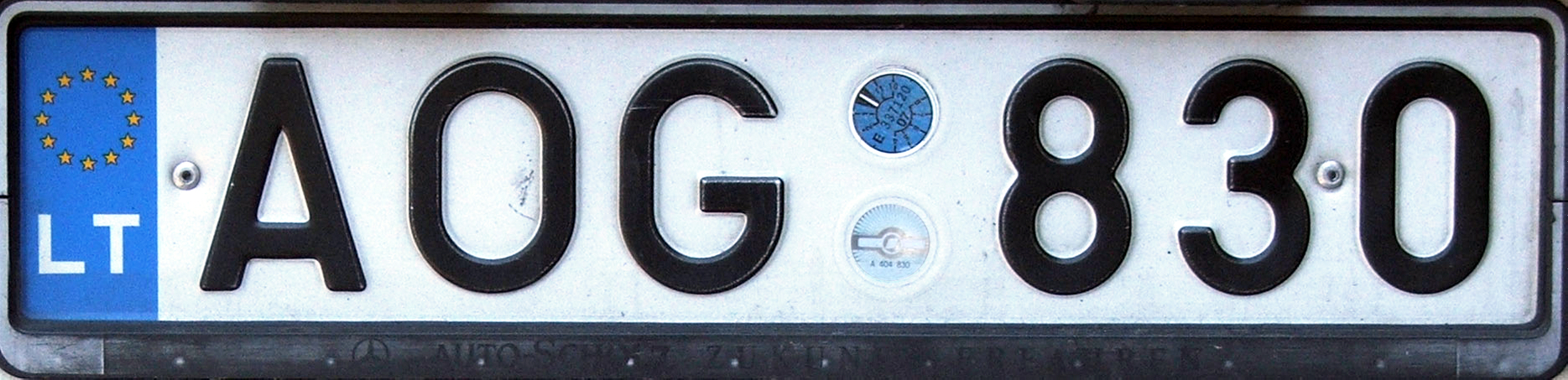
Matrícula actual de Lituania

Las placas de matrícula de los vehículos de Lituania se componen de tres letras y tres cifras, separadas por un espacio, de color negro sobre un fondo blanco (AAA 111) que no indican la procedencia del vehículo. Las placas tienen el mismo tamaño y longitud que las del resto de países de la Unión Europea (520 x 110 mm). Al igual que ellas, también muestran la franja azul a la izquierda con las estrellas de la bandera europea y el distintivo internacional del país, LT.
Entre las letras y las cifras se adjunta una etiqueta adhesiva que certifica que se ha pasado la inspección bianual obligatoria y que el vehículo cumple las normas de seguridad y emisión de gases.

## Tipos

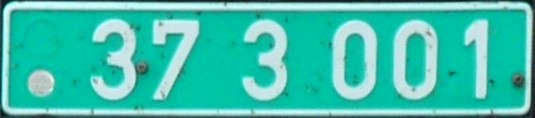
Matrícula diplomática.

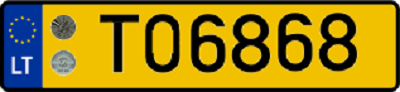
Matrícula de taxi.

El cuerpo diplomático lleva desde octubre de 2004 unas placas compuestas solo por cifras agrupadas según el modelo 12 1 1234, de color blanco sobre un fondo verde. Las dos primeras cifras indican el código de la embajada.
Los taxis, que desde julio de 2006 tienen placas especiales, se componen de la letra T (corresponde a la primera letra de la palabra "taksi" en lituano) seguida por cinco cifras en negro sobre un fondo amarillo.
Los vehículos militares desde octubre de 2008 llevan unas placas de fondo negro y caracteres blancos con la bandera del estado en la parte izquierda.
Asimismo, existe la posibilidad de matrículas personalizadas, pueden ser empleadas en vehículos normales, remolques, motocicletas y ciclomotores. Está prohibida la utilización de palabras obscenas, palabras en jerga, o palabras que ofendan a cualquier grupo político o social, además de que no pueden emplearse palabras o grupos de caracteres que referencien de alguna manera a algún estado u organización. Las matrículas personalizadas deben tener entre 1 y 6 caracteres, debiendo ser uno de ellos un número. Estas matrículas pueden ser transferidas a un nuevo vehículo.

## Historia

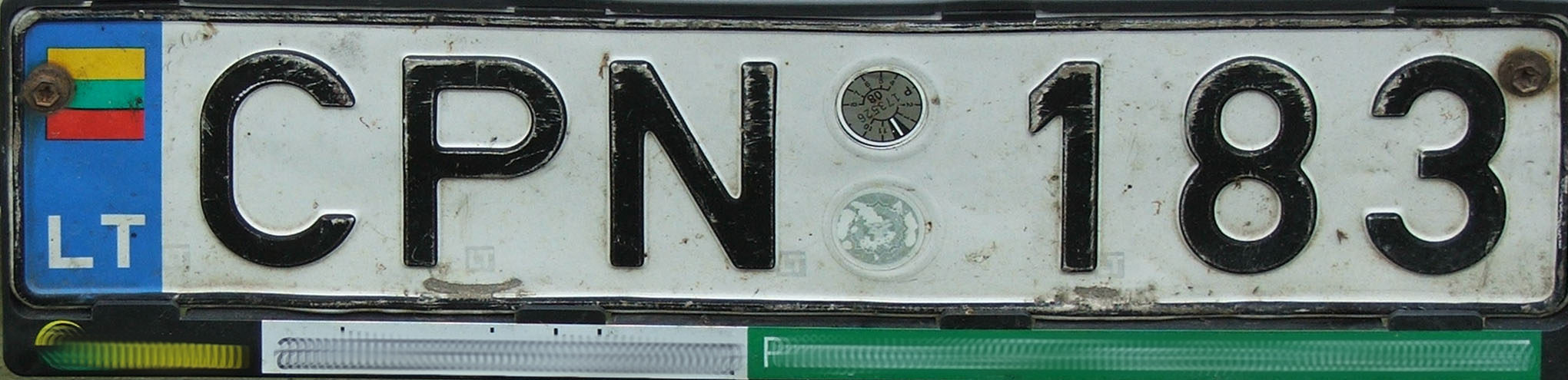
Matrícula anterior a 2004.

Antes de 2004, las placas se componían igualmente de tres letras y tres cifras, pero la segunda letra, situada en medio de las tres, indicaba el área administrativa en la que estaba registrado el vehículo, como indica esta tabla:
| Código | Área administrativa                               | Ejemplo |
| ------ | ------------------------------------------------- | ------- |
| A      | Alytus                                            | AA 123  |
| J      | Tauragė (el código es de la inicial de Jurbarkas) | AJA 123 |
| K      | Kaunas                                            | AKA 123 |
| L      | Klaipėda                                          | ALA 123 |
| M      | Marijampolė                                       | AMA 123 |
| P      | Panevėžys                                         | APA 123 |
| S      | Šiauliai                                          | ASA 123 |
| T      | Telšiai                                           | ATA 123 |
| U      | Utena                                             | AUA 123 |
| V      | Vilna                                             | AVA 123 |